# Gele faraomier
De gele faraomier (Monomorium pharaonis) is een mier die oorspronkelijk uit de tropen komt, maar door handel over een groot deel van de wereld verspreid is. Gele faraomieren zijn sociale insecten die in staten leven. Gele faraomieren zijn polygyn wat inhoudt dat er meerdere koninginnen (2 tot 400) per kolonie aanwezig zijn. Daarnaast zijn er ook zo'n 1000 tot 2500 werksters per kolonie. De werksters zijn 2,2 tot 2,6 mm lang, ze zijn bruingeel en hebben een donker achterlijf. Koninginnen worden tussen de 3,5 en 4,8 mm lang, zijn bruingeel en hebben een donkere kop. De mannetjes zijn donkerbruin van kleur met lichtgele poten en antennes. Ook hebben mannetjes vleugels. Gele faraomieren hebben geen soldaatkaste en de poppen zijn naakt en wit van kleur. In tegenstelling tot de meeste mierensoorten hebben gele faraomieren geen herkenning van nestgenoten, dus kunnen kolonies dicht bij elkaar leven zonder elkaar aan te vallen.
De soort is ingedeeld in de onderfamilie knoopmieren (Myrmicinae). De wetenschappelijke naam werd gepubliceerd in 1758 door Carl Linnaeus in de tiende editie van Systema naturae.

## Overlast
Omdat gele faraomieren zo klein zijn en in grote koloniën leven, zijn ze in sommige plaatsen een echte plaag geworden. Vooral in ziekenhuizen kunnen ze voor veel overlast zorgen. Ze klimmen in elektronische apparatuur en eten van open wonden. Verder verspreiden ze parasieten en bacteriën. De enige efficiënte manier om deze plaagdieren in Nederland te bestrijden, is met gif, zoals mierenlokdozen. De reguliere mierenlokdozen, zoals te koop bij de drogist, zijn echter niet werkzaam bij de bestrijding van de faraomier. Derhalve dient men een speciale mierenlokdoos ter bestrijding van gele faraomieren aan te schaffen.
Deze mogen echter sinds 29 september 2007 niet meer verkocht worden, maar mochten nog wel tot een jaar na die datum gebruikt worden. De inhoud van de doosjes bevatte de giftige stof hydramethylnon, maar mieren konden dat overleven door het opsplitsen van kolonies. Met spuitmiddelen (zoals Solfac) bereikt men de nesten niet. Tevens zullen de zeer kieskeurige werksters met insecticide bespoten oppervlaktes mijden.
Op dit moment zijn er nauwelijks andere bestrijdingsmethoden voor deze mieren. De weinige bestaande bestrijdingsmiddelen zijn alleen voor professioneel gebruik bestemd. Bij overlast van gele faraomieren dient men dus te allen tijde een professioneel bestrijdingsbedrijf in te schakelen. Het beste is echter overlast te voorkomen door voedingsmiddelen goed afgesloten op te bergen en met name in de keuken zeer hygiënisch te werk te gaan.